# Goran Brkić
Goran Brkić (in serbo Горан Бркић?; Pančevo, 28 aprile 1991) è un calciatore serbo, centrocampista svincolato.

## Carriera
Ha giocato nella prima divisione dei campionati serbo, bosniaco, sloveno e kazako.